# Feme

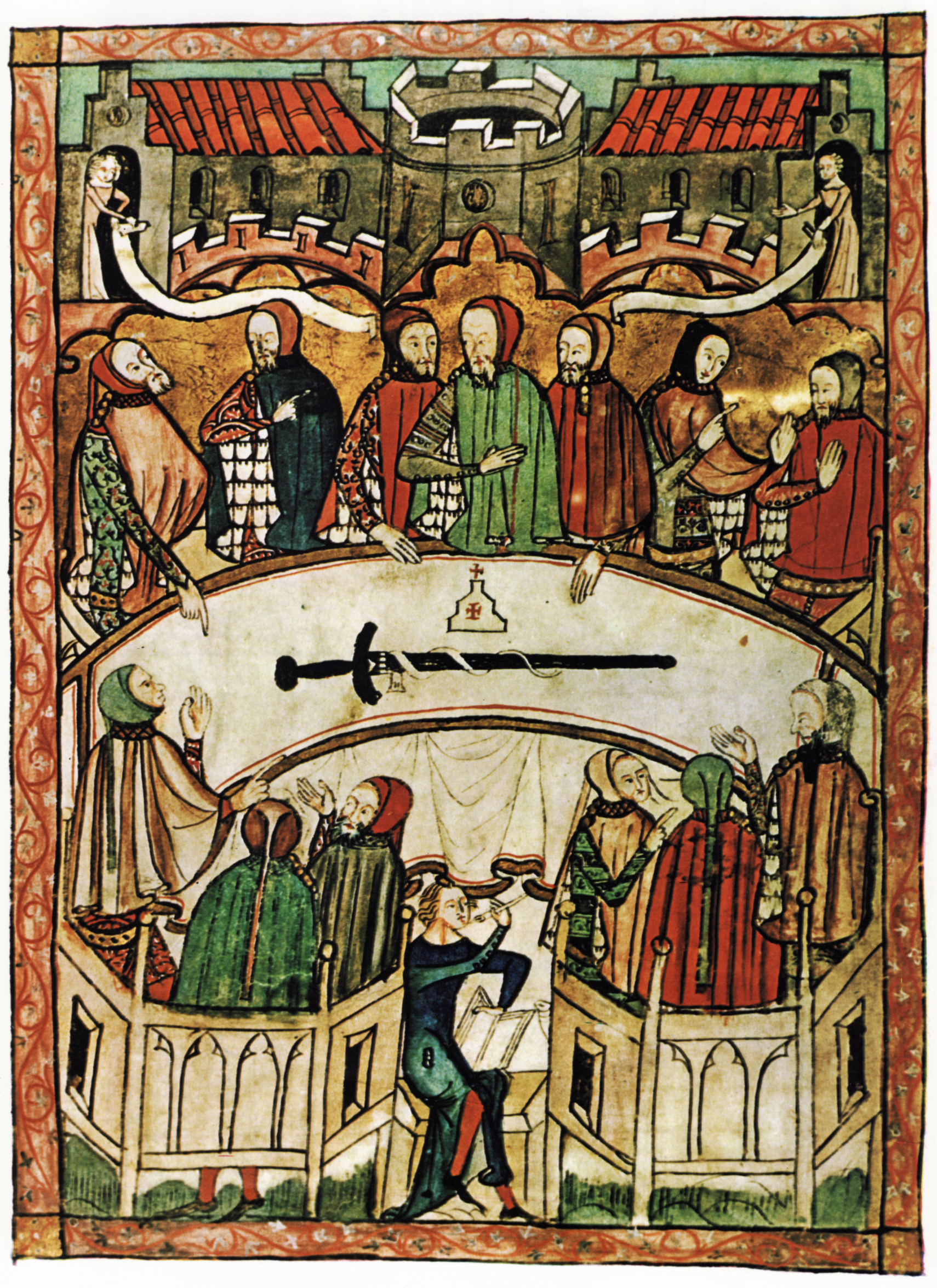
Ein Fem(e)gericht (zwölf Schöffen und der Freigraf). Miniatur im Herforder Rechtsbuch (um 1375)

Der Begriff Feme (auch veme von mittelniederdeutsch veime = Strafe) steht für die Gerichtsbarkeit von Femegerichten, einer Form der mittelalterlichen Strafjustiz, und auch für die von diesen verhängten Strafen. In der Weimarer Republik wurde der Begriff von konspirativen rechtsextremen Gruppierungen im Zusammenhang mit aus politischen Motiven begangenen sogenannten Fememorden verwendet. Der Charakter der mittelalterlichen Feme unterscheidet sich davon. Letztere wurde im Mittelalter lange Zeit als legale Appellationsinstanz bzw. „Notinstanz“ bei Rechtsverweigerung vor Ort angesehen.

## Herkunft des Begriffs
Das Wort ist seit dem 13. Jahrhundert sicher belegt. Es bedeutete auch „Vereinigung, Bund der zum gleichen Gericht gehörenden Freien“. Zugleich wurde es auch als Bezeichnung für den Landfrieden verwendet.
Im späten Mittelalter entwickelten sich folgende mit „veme“ zusammengesetzte Begriffe mit Bezug auf Strafvollstreckung: vemer, vememeister als Umschreibung für den Nachrichter oder Henker, vemen für verurteilen, strafen, vemestat für Richtstätte. Weitere Bezeichnungen der Gerichte sind: Femgericht, Femegericht, Vehmgericht, vemedinc sowie „Freigericht“ oder „Freistuhl“ (seltener: Vehmgericht, Fehmgericht, Vehmic Gerichte, Vehm oder die heilige Vehme).

## Zeitliche und örtliche Zuordnung, sachliche Zuständigkeit

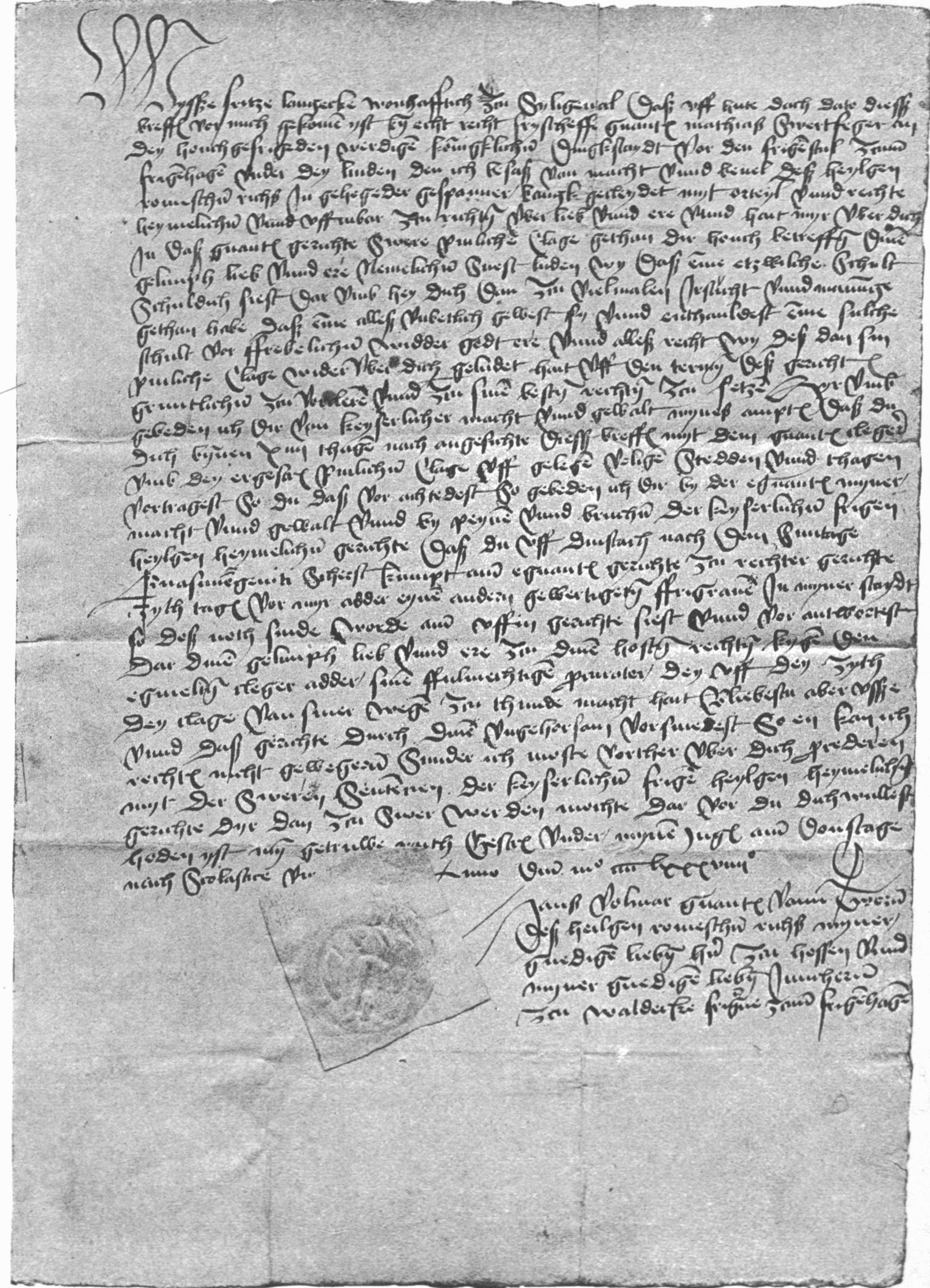
Femebrief von 1489

Die Gerichtsbarkeit über Leben und Tod (Blutbann) war Privileg des Königs. Als Blutbannleihe konnte dieses Privileg an Femgerichte bzw. deren Vorsitzenden, den Freigrafen (oder Stuhlherrn), übertragen werden. „Als königliche Gerichte beanspruchten sie außer der gewöhnlichen Zuständigkeit innerhalb ihrer Gerichtsbezirke auch die Befugnis zur Aburteilung auswärts begangener todeswürdiger Verbrechen in Fällen der Rechtsverweigerung durch den ordentlichen Richter.“ Urteilsfinder waren die Freischöffen, die Gerichtsstätte wurde Freistuhl genannt. „Der zum Tode Verurteilte wurde sofort nach dem Urteil gehängt.“ „Den Gipfel ihrer Macht erreichten die Femgerichte in der ersten Hälfte des 15. Jahrhunderts.“ Belege finden sich vor allem im späten Mittelalter (14. und 15. Jahrhundert) im niederdeutschen Sprachgebiet. Einzelne weitere Belege gibt es aus den angrenzenden Jahrhunderten (13. und 16. Jahrhundert), vereinzelt bis ins 18. Jahrhundert, außerdem aus einigen mitteldeutschen Gebieten wie der Oberlausitz und Schlesien. Eine Verurteilung war nicht zwingend bei allen Delikten  mit dem Tod des Verurteilten verbunden, die Femeschuld konnte auch finanziell abgegolten werden.
Rechtsmittel gegen ein Urteil der Freigerichte nach heutigem Rechtsverständnis waren nicht möglich. Es handelte sich um einen Rechtszug mit nur einer Instanz. Es gab in beschränktem Umfang die Möglichkeit, gegen Formfehler vorzugehen; es gibt eine Reihe von Beispielen, in denen erfolgreich gegen eine fehlerhafte Ladung vorgegangen wurde. Ein Erscheinen vor Gericht trotz einer fehlerhaften Ladung heilte diesen Fehler, und das Verfahren nahm seinen Lauf.

## Feme im mittelalterlichen Westfalen

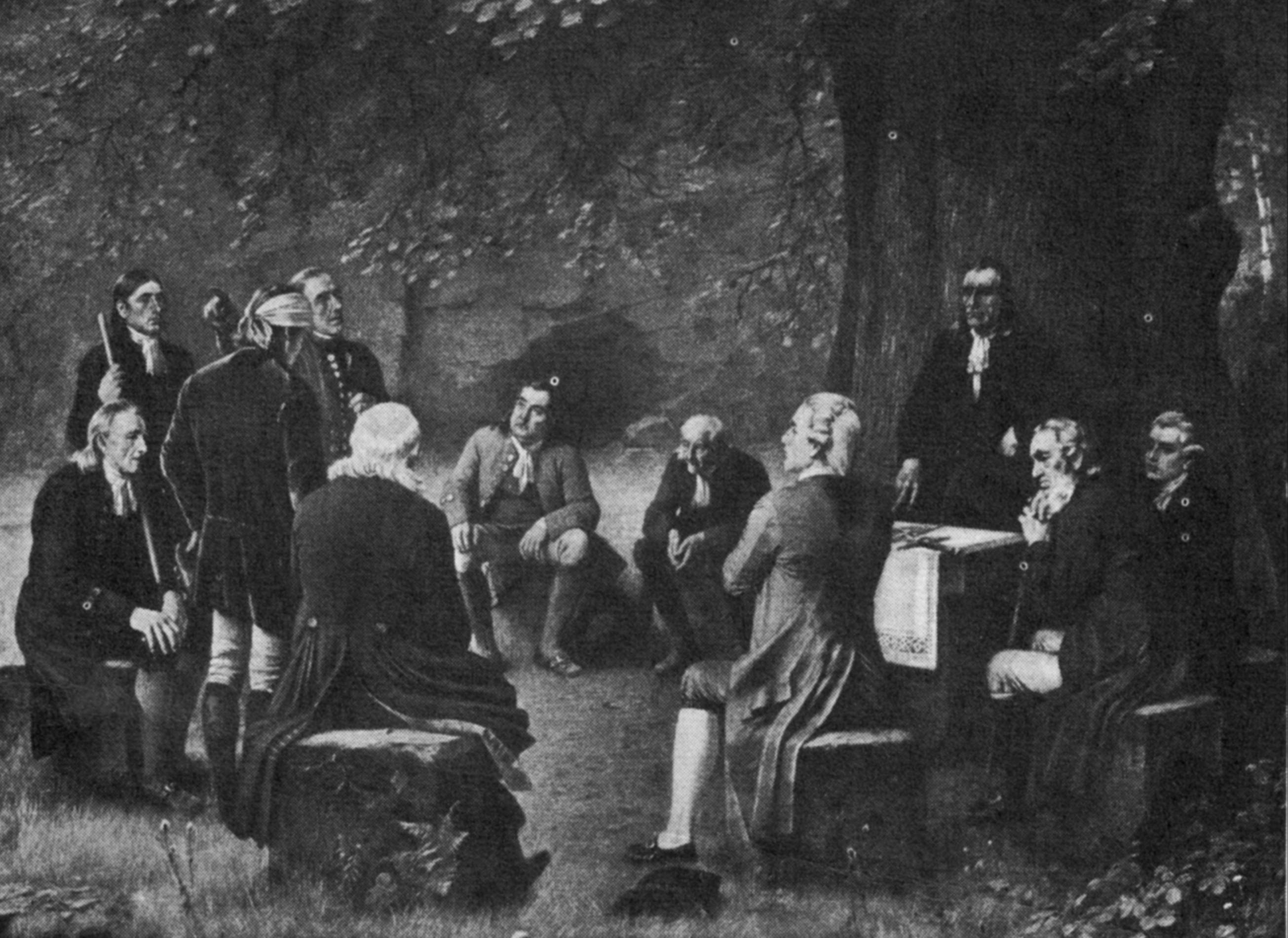
Femegericht
Gemälde von Friedrich Hiddemann

Häufig wird die mittelalterliche Feme schlechthin mit westfälischen Femegerichten gleichgesetzt. Diese waren in der Tat die rechtshistorisch bedeutendsten Femegerichte und wiesen gegenüber den Femegerichten in Ost- und Mitteldeutschland (siehe unten) Besonderheiten auf: Die westfälische Feme entwickelte sich aus der Gerichtsbarkeit der westfälischen Freigerichte. Dies waren die Nachfolger des hochmittelalterlichen Grafengerichts „bei Königsbann“ (s. Grafschaft), das mit dem Aufkommen der Länder und dem Autoritätsverlust des Königs im 14. Jahrhundert untergegangen war. Der Hauptsitz aller Femegerichte für Westfalen lag zunächst in Dortmund. Der Freistuhl befand sich hier unweit des heutigen Dortmunder Hauptbahnhofs. Der steinerne Gerichtsplatz war von zwei Linden umsäumt, von denen die eine als Femlinde bekannt war.
Mit dem wachsenden Einfluss der Kölner Kurfürsten und als Folge der Arnsberger Reformation der Femegerichte von 1437 wechselten diese zum Oberfreistuhl nach Arnsberg.
Sonderelemente der Feme gegenüber dem allgemeinen Freigericht ergaben sich aufgrund von Einwirkungen der Landfrieden, aufgrund der speziellen Zuständigkeit für schwere Straftaten abgeleitet aus der alten Rechtspraxis der „Handhaften Tat“ und durch Übernahme von Elementen eines Notgerichts. Gegen den Verurteilten wurde auf Hinrichtung durch Hängen erkannt. Diese Strafe konnte sofort vollstreckt werden, gegebenenfalls sofort nach (späterer) Ergreifung des Betroffenen. Hier ist jedoch zu unterscheiden zwischen Hängen und Henken. Henken war durchweg hoheitlich und führte zwangsläufig zum Tode. Hängen hatte dies nicht zwingend zur Folge; bei der Vollstreckung der Handhaften Tat wurde der Bestrafte „aufgehängt“ (nicht zwingend am Hals „bis zum Eintritt des Todes“), sondern vielmehr wurde er „gebunden aufgehängt“ (siehe hierzu alte Darstellungen z. B. im Sachsenspiegel und mittelalterliche Darstellungen der Prangerung); der Bestrafte wurde nach einer festgesetzten Zeit (drei Tage), in der er auch von Angehörigen versorgt werden konnte, wieder (noch) lebend abgehängt (sofern er diese Strafeprangerung überlebt hatte).
Kam ein geladener Beschuldigter nicht zum Prozess, konnte er in Abwesenheit verurteilt werden. Er musste dann ohne Mitteilung des Urteils jederzeit mit der Vollstreckung rechnen. Weiterhin hatte die Feme Elemente eines Geheimprozesses, häufig (in der Spätzeit sogar fast ausschließlich) waren die Femegerichte heimliche Gerichte. Ein Femegericht war mit einem Freigrafen und sieben Freischöffen besetzt. Alle hatten den Schöffeneid abgelegt. Der Bewerber um das Freischöffenamt musste „echt, recht und frei“ sein, und es bedurfte der Bürgschaft zweier Schöffen.
Der besondere Erfolg der westfälischen Feme im ganzen Reich ergab sich aus dem überörtlichen Anspruch westfälischer Femegerichte. Ihre Vorladungen wurden – anders als die anderer deutscher Gerichte – zeitweise in fast den gesamten deutschen Sprachraum ausgesendet, und aus fast dem ganzen Reich fanden sich Kläger in Westfalen ein. Diese Kläger mussten Mitglieder des Freischöffenstandes sein. Im frühen 15. Jahrhundert wurde der Anspruch auf überörtliche „interterritoriale Jurisdiktion“ in vielen Fällen durchgesetzt und fand schließlich im Frankfurter Reichsabschied von 1442 eine – freilich vorsichtige und begrenzte – reichsgesetzliche Anerkennung.
Als Rechtsgrund dieses überregionalen Anspruchs wird vermutet, dass die westfälischen Freigerichte als nahezu einzige Gerichte im Reich an der sog. unmittelbaren Bannleihe durch den König festgehalten hatten. Die Freigerichte führten ihren Kompetenzanspruch auf eine Belehnung durch Karl den Großen zurück (strittig).
1422 war dem Erzbischof von Köln (damals Dietrich II. von Moers) das Aufsichtsrecht über alle freigräflichen Handlungen verliehen worden. Man geht allerdings davon aus, dass er es kaum wirksam durchsetzen konnte. In der Spätzeit der Feme im 15. Jahrhundert wollten die Femegerichte ihre Kompetenz immer mehr ausdehnen, also nicht mehr nur über schwere Gewalttaten urteilen, sondern über alle denkbaren Streitgegenstände, soweit den örtlich eigentlich zuständigen Gerichten Rechtsverweigerung oder Rechtsverzögerung angelastet wurde. 1431 wurde gar König Sigismund vor ein Femegericht geladen und einige Jahre später Kaiser Friedrich III.
Viele Fürsten waren selbst Mitglieder der Feme, wie etwa Kaiser Sigismund, die Kurfürsten Friedrich I. und II. von Brandenburg, die sächsischen Kurfürsten Friedrich I. und II., Herzog Wilhelm III. von Sachsen, die Herzöge Heinrich der Reiche und Wilhelm II. von Bayern, der Landgraf Ludwig II. von Hessen, der Herzog Wilhelm I. von Braunschweig, die Pfalzgrafen Ludwig II., Johann und Otto und andere.

## Feme in Ost- und Mitteldeutschland
In Ost- und Mitteldeutschland waren die Femegerichte obrigkeitlich eingesetzte Sondergerichte zum Schutz des Landfriedens. Die meisten Gerichte entstanden im 14. Jahrhundert. Der Begriff Feme bezeichnet hier meist den Landfrieden, gelegentlich auch das Femegericht. Bereits im 15. Jahrhundert übernimmt hier nach und nach die ordentliche Gerichtsbarkeit die Funktion der Femegerichte. Im 16. Jahrhundert sind die Femegerichte fast völlig verschwunden.

## Rückgang und Ende der Feme
Die Zahl der Freischöffen in Deutschland zum Höhepunkt der Feme wird auf 15.000–30.000 geschätzt. In der zweiten Hälfte des 15. Jahrhunderts geht der Einfluss der Femegerichte deutlich zurück und wird schließlich fast völlig ausgeschaltet. Dieser Prozess ist Mitte des 16. Jahrhunderts weitgehend abgeschlossen.
Die Forschung führt den Rückgang der Feme auf ein Bündel einander ergänzender unterschiedlicher Ursachen zurück: Enttäuschung vieler Kläger über zu langsame Verfahren, Probleme bei Vollstreckung der Urteile, Abwehrversuche der von Femeklagen betroffenen Territorien (u. a. Unterbindung des Rechtszugs nach Westfalen, Anstrengung von Gegenprozessen gegen Femekläger und Femegericht), Missbräuche der Feme durch unehrenhafte Elemente (Käuflichkeit, Korruption, willkürliche Entscheidungen), Zuständigkeitswirrwarr im Femewesen, fehlende Kodifizierung des Femerechts, Rivalitäten der Femegerichte untereinander, nach 1450 auch mangelnde Unterstützung durch Kaiser und Reich, Ende des 15. Jahrhunderts schließlich die Ausrufung eines allgemeinen Landfriedens und Schaffung einer Reichsgerichtsbarkeit (Reichskammergericht).
Nicht zuletzt hatten die Freigerichte regelmäßig die Oberhoheit des Königs/Kaisers für reichsweite Rechtsprechung in Abrede gestellt und waren somit für die höchste Autorität des Reiches für eine reichsweite Rechtsausübung nicht mehr akzeptabel.
Mancherorts bestanden westfälische Femegerichte allerdings bis ins 19. Jahrhundert fort. Wo sie existierten, waren sie aber nun auf eine örtlich begrenzte Gerichtsbarkeit in Bagatellangelegenheiten beschränkt. Das letzte Freistuhlgericht hielt der Dortmunder Freigraf Zacharias Löbbecke am 11. Januar 1803 auf dem Königshofe zu Dortmund ab; mit der napoleonischen Rechtsreform wurden sie endgültig entmachtet und aufgehoben.

## 20. Jahrhundert und Gegenwart
In der gegenwärtigen Rechtssprache spielt der Begriff der Feme keine Rolle mehr, es gibt nicht einmal einen entsprechenden speziellen Straftatbestand. Allerdings ist die Ausführung einer staatlich nicht legitimierten Privatjustiz ohnehin nach allgemeinen Strafrechtsnormen zu verfolgen. Ausnahmegerichte, auch staatliche Ausnahmegerichte, sind grundsätzlich unzulässig. Es gilt die Garantie des gesetzlichen Richters (in Deutschland Art. 101 Abs. 1 GG). Die gerichtliche Verfolgung von Straftaten obliegt allein dem Staat und seinen dafür bestellten örtlich zuständigen Organen, in der Regel aufgrund staatlicher Ermittlungen, in Ausnahmefällen aufgrund von Privatklage (Deutschland) bzw. Privatanklage (Österreich und Liechtenstein). Dieses Verfolgungsmonopol ist aus dem staatlichen Gewaltmonopol und auch aus rechtsstaatlichen Verfahrensgarantien wie dem Grundsatz „nulla poena sine lege“ (keine Strafe ohne Gesetz, in Deutschland Art. 103 Abs. 2 GG; §§ 1, 2 Abs. 1 StGB) ableitbar.
Dennoch gab es im Laufe des 20. Jahrhunderts verschiedene nicht gesetzlich legitimierte Geheimverfahren oder illegale Tötungen nach unklarem Verfahren, die journalistisch als „Fememorde“ oder „Femetaten“ bezeichnet wurden. Sie hatten nichts mit der historischen Feme gemein; die Bezeichnung dieser neuen Taten als „Feme“ folgte keiner deutlich erkennbaren Systematik. So werden Anschläge und Morde bewaffneter radikaler Gruppen der Weimarer Republik wie der Organisation Consul oft als „Feme“ bezeichnet (auch in der Selbstdefinition der Täter: „Verräter verfallen der Feme“). Die „Fememorde“ in der Weimarer Republik beschäftigten zeitweise das öffentliche und politische Leben. Das frühere Mitglied der Schwarzen Reichswehr, Carl Mertens, deckte 1925 in der Zeitschrift Die Weltbühne mehrere „Fememorde“ innerhalb der völkischen Verbände auf. Dies führte zu Festnahmen, Strafprozessen sowie einer Debatte und einem ergebnislosen Untersuchungsausschuss im Reichstag. Das Reichsgericht entschied in einem Urteil vom 8. Mai 1929 aber zu Gunsten der „Fememörder“, „dass es auch ein Notwehrrecht des einzelnen Staatsbürgers gegenüber rechtswidrigen Angriffen auf die Lebensinteressen des Staates gibt“ (RGSt 63, 215 (220)).
Offenbar kam es auch innerhalb der Reichswehr zu „Femeurteilen“. Für die Ermordungen politisch missliebiger Personen durch die SA ohne staatliche Gerichtsverhandlung ab dem Jahr 1933 wird der Begriff dagegen nicht gebraucht. Auch Urteile staatlicher Sondergerichte im Nationalsozialismus, aufgrund der Verordnung vom 21. März 1933, fallen nicht unter diesen Begriff.
In der Nachkriegszeit wurde der Mord an dem abtrünnigen Terroristen und V-Mann Ulrich Schmücker 1974 in der Presse auch als „Fememord“ bezeichnet.

### Feme in Westfalen
- Friedrich Philipp Usener: Die Frei- und heimlichen Gerichte Westphalens. Beitrag zu deren Geschichte nach Urkunden aus dem Archiv der Freien Stadt Frankfurt. Sauerländer, Frankfurt am Main 1832.
- Theodor Lindner: Die Veme. Schöningh, Münster 1888.
  - unveränderter Nachdruck der 2. Auflage von 1896 unter dem Titel: Die Feme. Geschichte der „heimlichen Gerichte“ Westfalens. Schöningh, Paderborn 1989, ISBN 3-506-75200-6.
- Otto Weerth: Die Veme oder das Freigericht im Bereiche des Fürstentums Lippe. Meyersche Hofbuchdruckerei, Detmold 1895 (Digitalisat der Lippischen Landesbibliothek Detmold).
- Otto Schnettler: Die Veme. Entstehung, Entwicklung und Untergang der frei- und heimlichen Gerichte Westfalens. 2., verbesserte und ergänzte Auflage. Aschendorff, Münster 1933.
- Albert Karl Hömberg: Die Veme in ihrer zeitlichen und räumlichen Entwicklung. In: Hermann Aubin, Franz Petri (Hrsg.): Der Raum Westfalen, Band 2: Untersuchungen zu seiner Geschichte und Kultur, Teilband 1. Aschendorff, Münster 1955, S. 141–172.
- Ludwig Veit: Nürnberg und die Feme. Der Kampf einer Reichsstadt gegen den Jurisdiktionsanspruch der westfälischen Gerichte. Verein für Geschichte die Stadt Nürnberg, Nürnberg 1955.
- Eberhard Fricke: Die westfälische Veme, dargestellt am Beispiel des Freistuhls zu Lüdenscheid. Die Geschichte einer spätmittelalterlichen Einrichtung in der Grafschaft Mark mit gesamtdeutscher Ausstrahlung. Heimatbund Märkischer Kreis, Altena 1985, ISBN 3-89053-014-1.
- Richard Gimbel: Die Reichsstadt Frankfurt am Main unter dem Einfluss der Westfälischen Gerichtsbarkeit (Feme). Kramer, Frankfurt am Main 1990, ISBN 3-7829-0370-6.
- Eberhard Fricke: Die westfälische Veme im Bild. Aschendorff Verlag, Münster.
  - Band 1: Geschichte, Verbreitung und Einfluss der westfälischen Vemegerichtsbarkeit. 2002, ISBN 3-402-06900-8.
  - Band 2: Weitere Denkwürdigkeiten und Merkwürdigkeiten zur Geschichte der westfälischen Vemegerichtsbarkeit. 2011, ISBN 978-3-402-12866-4.
- Eberhard Fricke: Die Feme. Ein Beitrag zur Rezeptionsgeschichte mit neuen Anmerkungen zur Geschichte der spätmittelalter- und frühneuzeitlichen Frei- und Vemegerichtsbarkeit. In: Westfälische Zeitschrift. Band 156, 2006, S. 25–62 (PDF-Dokument)
- Konstantin Moritz Langmaier: Wo finde ich mein Recht? Ulrich Erhart gegen Kloster, Herzog und Reichsstadt: der „arme Mann“ in den Mühlen der Justiz. Ein bayerischer Beitrag zur westfälischen Femegerichtsbarkeit im 15. Jahrhundert. In: Westfälische Zeitschrift. Band 170, 2020, S. 37–68.

### Andere Regionen
- Heinrich August Erhard: Die Wirksamkeit der Fehmgerichte in den Elbgegenden. In: Allgemeines Archiv für die Geschichtskunde des Preußischen Staates. Band 4. Berlin / Posen / Bromberg 1831, S. 53–69 (books.google.de).
- Ernst Mummenhoff: Nürnberg im Kampf mit der Vehme. In: Mitteilungen des Vereins für Geschichte der Stadt Nürnberg. Heft 1, 1879, S. 1–66
- Georg Queri: Bauernerotik und Bauernfehme in Oberbayern. R. Piper, München 1911, zahlreiche Nachdrucke.
- Ute Monika Schwob: Spuren der Femgerichtsbarkeit im spätmittelalterlichen Tirol (= Schlern-Schriften, Bd. 345). Universitätsverlag Wagner, Innsbruck 2009.

### Populäre Darstellungen
- Daniele Vecchiato: From Customary Law to Codification: Secret Tribunal Scenes in Goethe’s Götz von Berlichingen and Kleist’s Käthchen of Heilbronn. In: Law & Literature. Hebft 34.2, S. 191–205 (Volltext).
- Die Vehmgerichte. In: Die Gartenlaube. Heft 17, 1857, S. 237–239 (Volltext [Wikisource]).
- Friedrich Helbig: Die deutschen Fehmgerichte in Wahrheit und Dichtung. In: Die Gartenlaube. Heft 20, 1886, S. 358–360 (Volltext [Wikisource]).